# ایسکی-درخ
ایسکی-درخ (به لاتین: Iski-Darkh) یک منطقهٔ مسکونی در تاجیکستان است که در ولایت سغد واقع شده‌است.